# 매그놀리아 픽처스
매그놀리아 픽처스(영어: Magnolia Pictures)는 미국의 영화 배급사이다. 토드 와그너와 마크 큐반 소유 2929 엔터테인먼트의 자회사로, 2001년 빌 바노스키와 이몬 보울스에 의해 설립되었다. 해외 영화와 독립 영화의 배급에 특화하고있다.